# Școala clasică a dreptului penal
Școala clasică a dreptului penal face referire la curentul care a dominat penalistica și criminalistica în perioada iluminismului, în secolul al XVIII-lea, atunci când aceste științe a fost dominate de utilitarismul promovat de filosofi precum Cesare Beccaria și Jeremy Bentham. 
Școala clasică este responsabilă de apariția și promovarea mai multor idei juridice progresiste, precum legalitatea incriminării și a pedepsei.